# 第12屆香港電影金像獎
第12屆香港電影金像獎（英語：12th Hong Kong Film Awards）由电影双周刊、香港影業協會、香港電影導演會主办，香港戏院商会、香港電影製片協會、香港專業電影攝影師學會、香港动作特技演員公会、香港電影編劇家協會协办，於1993年4月23日舉行。本屆金像獎頒獎典禮首次由亞洲電視取得播映權並負責節目製作，版权归金像奖所有，司仪为沈殿霞、岑建勳。

## 评选机制
本届评选分两轮进行。第一轮由香港电影专业人士（包括过去五年内仍活跃于香港电影圈的电影工作者）从1992年的港产片中选出各项提名，第二轮投票由导演等专业电影工作者、影评人和文化工作者共50人组成的评审团审议投票，评选各奖项获奖者。

## 提名及獲獎名單

### 十大華語片
1. 《籠民》
2. 《阮玲玉》
3. 《92黑玫瑰對黑玫瑰》
4. 《笑傲江湖II東方不敗》
5. 《黃飛鴻II男兒當自強》
6. 《審死官》
7. 《秋菊打官司》
8. 《牯嶺街少年殺人事件》
9. 《暗戀桃花源》
10. 《推手》

### 十大外語片
1. 《本能》
2. 《刺殺肯尼迪》
3. 《海角驚魂》
4. 《不羈的天空》
5. 《才子夢驚魂》
6. 《蝙蝠俠再戰風雲》
7. 《小英雄杜杜（英语：Toto the Hero）》
8. 《妙不可言》
9. 《兩生花》
10. / 《情迷高跟鞋（英语：High Heels (1991 film)）》

## 表演環節
- 由成龍帶出香港动作特技演员公会的龍虎武師進行動作特技表演。
- 劉錦玲演唱表現影壇新人心聲的歌曲《銀海風光》。
- 由一群小朋友演員表演本屆“最佳電影歌曲”的候選歌曲串燒。
- 伍咏薇演唱向過去影人致敬的歌曲《明星》。

## 記事
- 成龙呼吁香港电影业界在颁奖礼当天停工出席本届金像奖，当晚电影界人士也极为踊跃，许多巨星都到场参与。
- 身在美國洛杉磯環球影城片場的吳宇森通過人造衛星連線接受訪問並揭曉“最佳攝影”，是金像獎首次採用場外衛星連線方式遠程揭曉獎項。
- 張曼玉在憑《阮玲玉》獲得“最佳女主角”時有感而發：“有很多人常常在爭論，有沒有搞錯，她拿獎？不該由她拿……以前會很介意，但是現在學會了，獎在我手，任你說講什麼都行，我不理”。這一灑脫言論在日後評獎活動得獎者引發爭議時被反復提及。

## 爭議
- 梁朝偉憑《辣手神探》角逐最佳男配角，無論坊間還是他本人都認為此角色應參與角逐最佳男主角。劉嘉玲在擔任頒獎嘉賓時直稱“《辣手神探》我覺得梁朝偉戲份跟周潤發一樣多，數過還多三個鏡頭”。但筹委会经商议后决定尊重评审团的选择，最后并无更改。

## 獎項統計
| 數目 | 電影名稱 |
| 獲獎 | |
| 5    | 阮玲玉 |
| 4    | 籠民 |
| 2    | 92黑玫瑰對黑玫瑰 |
| 1    | 亞飛與亞基、黃飛鴻之二男兒當自強、辣手神探、笑傲江湖Ⅱ東方不敗                                                        |
| 提名 | |
| 9    | 92黑玫瑰對黑玫瑰、阮玲玉、黃飛鴻之二男兒當自強                                                                       |
| 7    | 笑傲江湖Ⅱ東方不敗 |
| 6    | 武狀元蘇乞兒 |
| 5    | 籠民 |
| 4    | 審死官、新龍門客棧                                                                                                   |
| 3    | 鹿鼎記Ⅱ神龍教 |
| 2    | 警察故事Ⅲ超級警察、絕代雙驕、辣手神探、我愛扭紋柴、逃學威龍2                                                         |
| 1    | 藍江傳之反飛組風雲、棋王、赤裸羔羊、旺角馬場、亞飛與亞基、飛虎精英之人間有情、霧都情仇、賭城大亨之新哥傳奇、夢醒時分 |

### 金像獎電影
| 電影                 | 獎項                                                           |
| -------------------- | -------------------------------------------------------------- |
| 籠民                 | 最佳電影、最佳導演、最佳編劇、最佳男配角                       |
| 92黑玫瑰對黑玫瑰     | 最佳男主角、最佳女配角                                         |
| 阮玲玉               | 最佳女主角、最佳攝影、最佳美術指導、最佳電影配樂、最佳電影歌曲 |
| 亞飛與亞基           | 最佳新演員                                                     |
| 辣手神探             | 最佳剪接                                                       |
| 黃飛鴻之二男兒當自強 | 最佳動作指導                                                   |
| 笑傲江湖Ⅱ東方不敗    | 最佳服裝造型設計                                               |

## 外部連結
- 第十二屆香港電影金像獎得獎名單新版 （页面存档备份，存于）
- 第十二屆香港電影金像獎得獎名單舊版 （页面存档备份，存于）